# Ramon Riera i Guardiola
Ramon Riera i Guardiola   (Sant Andreu de Palomar, 1876 - Barcelona, 1955) fou un empresari i polític barceloní vinculat al carlisme, soci de Foment del Treball Nacional i de la Societat Econòmica Barcelonesa d'Amics del País.

## Biografia
Membre actiu de la Junta Directiva del Cercle Tradicionalista de Sant Andreu, fou regidor jaumista a l'Ajuntament de Barcelona a les eleccions municipals de 1911. Era un catòlic força devot i va endegar diverses campanyes contra l'anticlericalisme promogut pels regidors del Partit Republicà Radical. El 1917 fou comptador de la Junta Regional de Catalunya de la Comunió Tradicionalista.
Quan es produí el cop d'estat del 18 de juliol de 1936 era cap de la Prefectura Regional Tradicionalista de Catalunya. Durant el Congrés Eucarístic Internacional celebrat a Barcelona el 1952 va rebre un diploma del bisbe Gregorio Modrego Casaus.
El seu fill Joan Riera i Bartra (1913-2013) va lluitar amb els Requetès durant la Guerra Civil espanyola i el va succeir en els negocis.